# Anderson Luiz Schveitzer
Anderson Luiz Schveitzer, meglio noto solo come Anderson (Florianópolis, 4 aprile 1974), è un ex calciatore brasiliano, di ruolo centrocampista.

## Carriera
Dopo dieci campionati brasiliani giocati con le maglie di Internacional, Santos, Juventude e Clube Atlético Mineiro sbarca in Italia, nelle file del Venezia.
Con i lagunari disputa tre campionati di Serie B per poi passare al Brescia per la stagione 2005-2006. L'avventura in Lombardia dura solo pochi mesi e nel gennaio del 2006 torna in Veneto per vestire la maglia del Padova. Disputa nel campionato di Serie C1 12 gare, realizzando una rete. Nella stagione successiva, dopo una gara giocata con i Biancoscudati, passa all'Ancona a titolo definitivo in uno scambio che ha portato Crocefisso Miglietta a Padova in prestito annuale.
Dopo un inizio discreto, conquista sempre più il cuore dei tifosi dorici con la sua grinta e con il suo forte attaccamento alla maglia, oltre che per il gol decisivo nella gara di ritorno dei Play-out del girone B di Serie C1 2006-2007 contro il Teramo. Al termine della stagione rinnova il contratto fino al 30 giugno 2008.
Nella stagione 2007-2008, disputata ad altissimi livelli, è nominato vice capitano anche se le frequenti partenze dalla panchina di Giovanni Langella lo portano ad essere, di fatto, capitano in campo. Nel gennaio 2008 ha rischiato di andarsene per problemi legati al contratto, ma la società è riuscita a trattenerlo, considerandolo fondamentale per la rincorsa alla Serie B, conquistata al termine della stagione attraverso i play-off con la vittoria sul Taranto.
Nel luglio 2009 si trasferisce al Potenza, in Prima Divisione, dopo aver ottenuto la salvezza coi dorici, nonostante egli sia stato poco presente in campo a causa prima di un infortunio ai legamenti, poi per scelta tecnica dei mister Francesco Monaco (poi esonerato) e Sandro Salvioni. Nel gennaio 2010 risolve consensualmente il contratto con il Potenza e ritorna in Brasile, al Criciuma.

## Palmarès

### Club

#### Competizioni statali
- Campionato Gaucho: 2

Internacional: 1994, 1997